# پارک یونگ اوک
پارک یونگ اوک (Park Yong-ok)(کره‌ای: 박용옥; هانجا: 朴庸玉، زاده ۱۵ سپتامبر ۱۹۴۲) سیاستمدار کره جنوبی است. او بین سال‌های ۲۰۰۹ تا ۲۰۱۳ سمت فرماندار (도지사) استان فرضی پیونگان جنوبی (سرزمینی تحت کنترل کره شمالی) در کره جنوبی بر عهده داشت.
پارک سی ام معاون وزیر دفاع بوده‌است.